# 清水町宿
清水町宿（しみずまちしゅく） は、奥州街道の宿場で、現在の福島県福島市南部を形成している町々である。旧名称は『根子町宿（ねっこまちしゅく）』と呼ばれていた。
岩代国奥州街道の宿場町であり福島盆地南方の高台に位置する。江戸時代初期以前この界隈は根子町村と呼ばれており当初は根子町宿の名称であった。江戸時代も中期に差し掛かる時期には清水町村と改名され、宿場の名称も清水町宿と呼ばれるようになった。（しかし江戸明治以降も旧村名で呼ばれる習慣があり文献等でも残っている。地元の郷土玩具『根子町人形』という名称の土人形がある。）

## 隣の宿
奥州街道
若宮宿 - 清水町宿 - 福島宿